# Enoplognatha procerula
Enoplognatha procerula är en spindelart som beskrevs av Simon 1909. Enoplognatha procerula ingår i släktet Enoplognatha och familjen klotspindlar. Inga underarter finns listade i Catalogue of Life.